# Leichtathletik-Europameisterschaften 1938/Zehnkampf der Männer

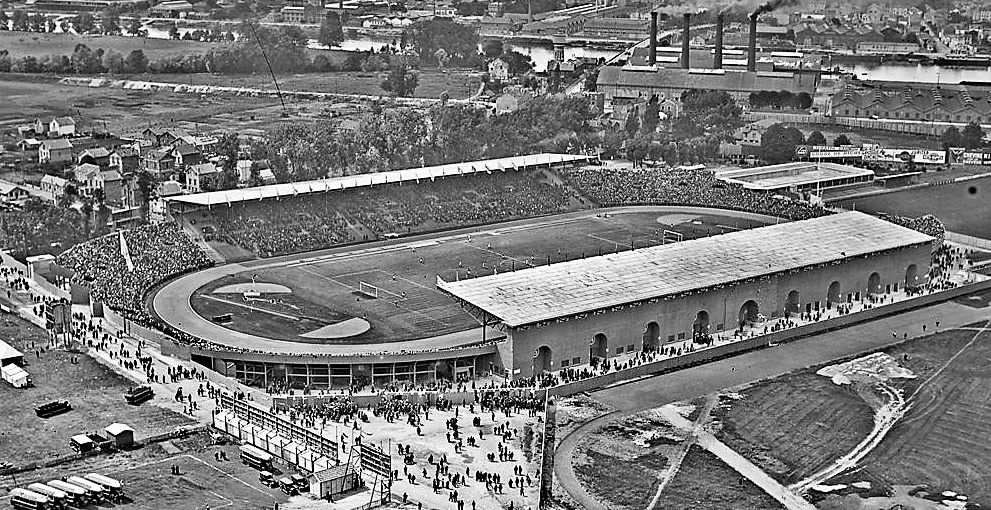
Olympiastadion in Paris 1924

Der Zehnkampf der Männer bei den Leichtathletik-Europameisterschaften 1938 wurde am 4. und 5 September 1938 im Stade Olympique der französischen Hauptstadt Paris ausgetragen.
Europameister wurde der Schwede Olle Bexell. Auf den zweiten Platz kam der Pole Witold Gerutto. Bronze gewann der Schweizer Josef Neumann.

## Rekorde

### Bestehende Rekorde
| Weltrekord           | 7900 P 1934er Wertung    | 7254 P 1985er Wertung | Glenn Morris          | OS Berlin, Deutsches Reich | 7./8. August 1936    |
| Europarekord         | 8790,46 P 1920er Wertung | 7147 P 1985er Wertung | Hans-Heinrich Sievert | Hamburg, Deutsches Reich   | 7./8. Juli 1934      |
| Meisterschaftsrekord | 8103 P 1920er Wertung    | 6667 P 1985er Wertung | Hans-Heinrich Sievert | EM Turin, Italien          | 8./9. September 1934 |

### Rekordegalisierung
Die 7214 Punkte des schwedischen Europameisters Olle Bexell sind wegen der unterschiedlichen Wertungssysteme nicht mit den durch den Europameister von 1934 Hans-Heinrich Sievert erreichten 8103 Punkten vergleichbar. Nach der heute gültigen Wertung von 1985 erzielten beide Athleten 6667 Punkte. Deshalb findet sich in der Ergebnisübersicht unten die Anmerkung zur Egalisierung des Meisterschaftsrekords.

## Durchführung
Der Zehnkampf wurde nach denselben Regeln wie heute durchgeführt. Die zehn Disziplinen fanden auf zwei Tage verteilt statt.

Gewertet wurde nach der Punktetabelle von 1934.

## Ergebnis
4./5. September 1938
Vorbemerkungen zu den Punktewerten:

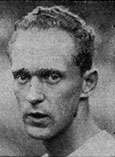
Europameister Olle Bexell

Zur besseren Einordnung der Leistung sind neben den offiziellen Punkten nach der Wertungstabelle von 1934 die nach dem heutigen Wertungssystem von 1985 umgerechneten Punktzahlen mit angegeben. Nach dieser heute gültigen Tabelle hätte es die exakt selbe Reihenfolge ergeben wie damals. Diese Vergleiche sind allerdings nur Anhaltswerte, denn als Grundlage müssen die jeweils unterschiedlichen Maßstäbe der Zeit gelten. Am auffälligsten wird das im Stabhochsprung, bei dem damals mit ganz anderen Stäben gesprungen wurde als heute.
| Platz | Name                  | Nation          | Punkte offiz. Wert. | Punkte 1985er Wert. |  | 100 m  | Weit- sprung | Kugel- stoßen | Hoch- sprung | 400 m  |  | 110 m Hürden | Diskus- wurf | Stabhoch- sprung | Speer- wurf | 1500 m     |
| 1     | Olle Bexell           | Schweden        | 7214 CRe            | 6667                |  | 11,5 s | 6,67 m       | 13,62 m       | 1,75 m       | 53,2 s |  | 15,7 s       | 43,64 m      | 3,80 m           | 52,60 m     | 3:49,2 min |
| 2     | Witold Gerutto        | Polen           | 70060000            | 6459                |  | 11,4 s | 6,18 m       | 14,76 m       | 1,83 m       | 53,3 s |  | 16,3 s       | 41,86 m      | 3,50 m           | 58,80 m     | 5:21,6 min |
| 3     | Josef Neumann         | Schweiz         | 66640000            | 6228                |  | 11,6 s | 6,54 m       | 12,57 m       | 1,60 m       | 50,1 s |  | 16,9 s       | 36,82 m      | 2,90 m           | 60,10 m     | 4:45,4 min |
| 4     | Rudolf Glötzner       | Deutsches Reich | 64920000            | 6173                |  | 11,6 s | 6,50 m       | 12,42 m       | 1,70 m       | 53,3 s |  | 16,9 s       | 34,83 m      | 3,50 m           | 55,18 m     | 4:47,2 min |
| 5     | Raymond Anet          | Schweiz         | 61180000            | 5918                |  | 11,5 s | 6,14 m       | 10,21 m       | 1,65 m       | 51,8 s |  | 15,7 s       | 32,80 m      | 3,30 m           | 44,68 m     | 4:42,0 min |
| 6     | Jerzy Pławczyk        | Polen           | 59460000            | 5656                |  | 12,0 s | 6,56 m       | 11,12 m       | 1,83 m       | 55,1 s |  | 16,7         | 46,64 m      | 3,20 m           | 50,65 m     | 5:46,5 min |
| 7     | Jean Balezo           | Frankreich      | 55030000            | 5360                |  | 11,5 s | 6,75 m       | 11,84 m       | 1,65 m       | 55,2 s |  | 18,2 s       | 30,89 m      | 3,00 m           | 37,50 m     | 5:12,8 min |
| 8     | Hervé Mahé            | Frankreich      | 53460000            | 5138                |  | 12,2 s | 5,73 m       | 12,13 m       | 1,70 m       | 57,9 s |  | 19,3 s       | 35,52 m      | 3,10 m           | 49,84 m     | 5:15,2 min |
| DNF   | Hans-Heinrich Sievert | Deutsches Reich |                     | 2820                |  | 11,3 s | 6,68 m       | 14,39 m       | 1,75 m       | DNS    |  |              |              |                  |             |            |
| DNF   | Emile Binet           | Belgien         |                     | 2268                |  | 11,5 s | 6,50 m       | 8,63 m        | 1,60 m       | DNS    |  |              |              |                  |             |            |
| DNS   | Maurice Boulanger     | Belgien         |                     |                     |  |        |              |               |              |        |  |              |              |                  |             |            |